# مغازه قنادی شکرچیان
عمارت شکرچیان مربوط به دوره پهلوی است و در اصفهان، خیابان حکیم نظامی، کوچه سنگتراشها، چهارراه شکرچیان واقع شده و این اثر در تاریخ ۲۸ اسفند ۱۳۸۵ با شمارهٔ ثبت ۱۸۳۸۹ به‌عنوان یکی از آثار ملی ایران به ثبت رسیده است.